# 동부초등학교 (울산)
동부초등학교는 대한민국 울산광역시 동구에 있는 공립 초등학교이다.

## 학교 연혁
- 1987. 11. 13 동부초등학교 설립인가
- 1991. 03. 01 남목초등학교 분리 개교(39학급 편성)
- 1996. 11. 16 경상남도교육청 지정 열린교육 연구학교
- 2000. 10. 27 울산광역시교육청 지정 교실수업개선 연구학교
- 2005. 11. 22 울산광역시교육청 지정 도서관 연구학교
- 2012. 11. 03 울산광역시교육청 지정 통일교육 시범학교
- 2015. 02. 16 제24회 졸업118명(총 6729명)
- 2015. 03. 01 제12대 김천수 교장선생님 취임
- 2015. 03. 01 35학급 편성(전교생 869명)

## 참고 자료
- 동부초등학교 - 한국교육학술정보원 학교알리미